# جارل جونسن
جارل جونسن (بالنرويجية البوكمول: Jarl Johnsen)‏ (17 سبتمبر 1913 – 13 ديسمبر 1986) هو ملاكم نرويجي راحل، مثّل بلاده في الألعاب الأولمبية الصيفية 1936.

## روابط خارجية
جارل جونسن على موقع بوكس ريك (الإنجليزية) (registration required)
- جارل جونسن على موقع أوليمبيديا (الإنجليزية)